# Valberedning
Valberedning, inom vissa organisationer kallad nomineringskommitté, är en förtroendevald arbetsgrupp inom en organisation (såsom ett bolag, ett politiskt parti eller en förening) vars mål är att förbereda val av funktionärer, till exempel styrelse. Valberedningens uppgift är att samla kandidater och om de har mandat jämföra deras kompetens och att om lämpligt förorda något alternativ.
Valberedningens roll regleras ofta i stadgarna för den organisation som den företräder. Vanligtvis förbereder valberedningen kandidater till alla valbara platser förutom en ny valberedning (eftersom det inte är föreningsmässigt lämpligt att föreslå sig själv).

## Riksdagens valberedning
Sveriges riksdags valberedning utses av riksdagen. Det är ett organ som bereder de val som äger rum i kammaren. Den bereder inte val av riksföreståndare, talman, statsminister, kammarsekreterare, justitieombudsman eller riksrevisor, däremot alla val till utskott och nämnder inom riksdagens arbete.